# Samuel & Filhos

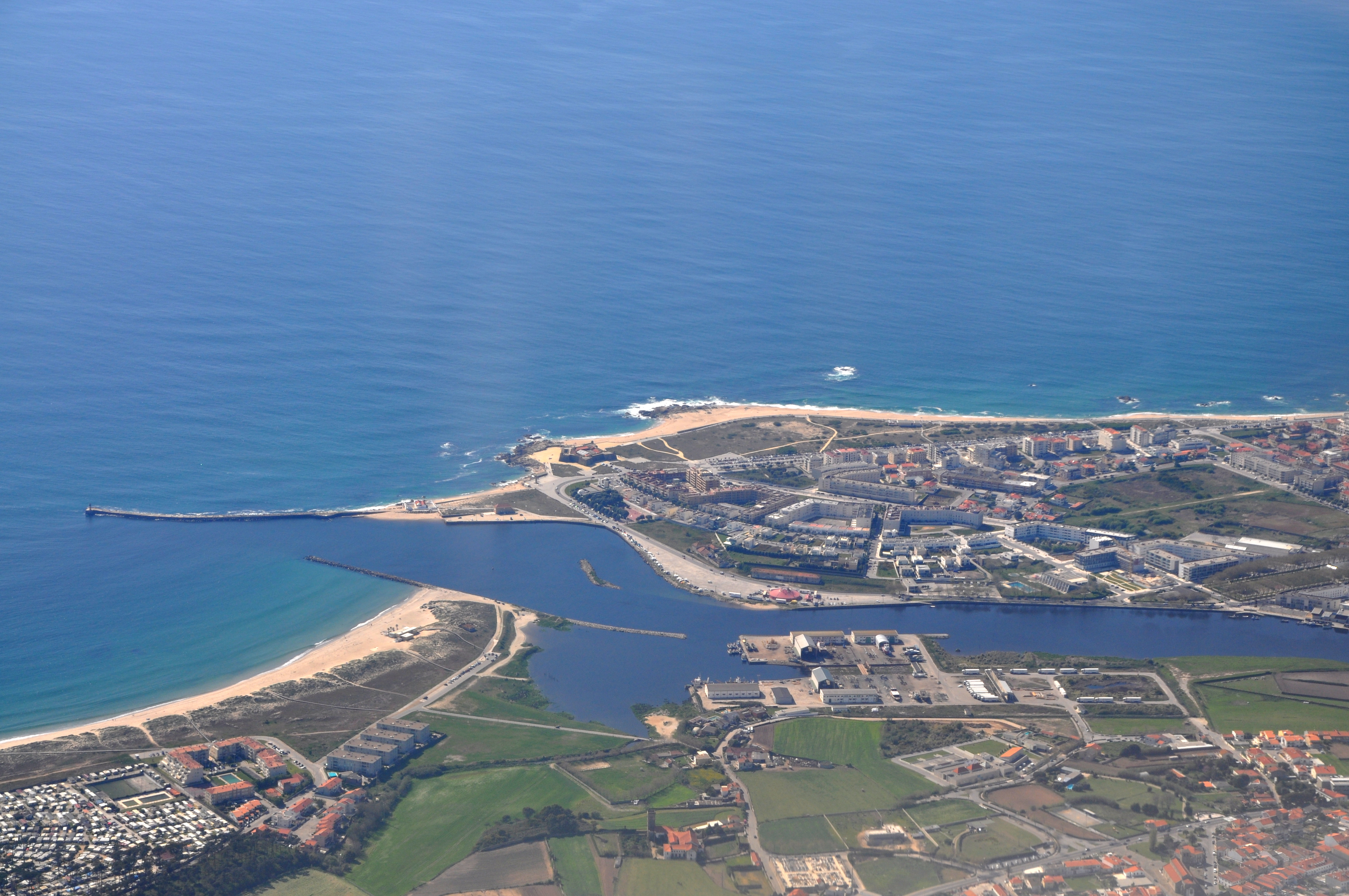
Luftaufnahme des Werftgeländes in Vila do Conde (2015)

Samuel & Filhos ist eine 1935 gegründete Werft in der nordportugiesischen Stadt Vila do Conde. Sie baut und repariert insbesondere hölzerne Boote für die Küstenfischerei und den Tourismus. Bekannt geworden ist sie durch den Nachbau historischer Schiffe wie Karavellen, Naos und Rabelos.

## Geschichte
Gründer des Unternehmens war Samuel Fernandes do Carmo, der mit dem Bau von hölzernen Booten für die Küstenfischerei den Betrieb aufnahm. Die Werft ist bis heute in Familienbesitz. Mit Beginn des Zweiten Weltkrieges ging der Schiffbau zunächst stark zurück und der Betrieb musste dann schließen. Erst 1948 konnte der Bootsbau wieder aufgenommen werden. In den nächsten Jahrzehnten konnte sich die Werft im Land etablieren und exportierte Fischerboote bis in die damaligen portugiesischen Kolonien in Angola und Mosambik. In dieser Zeit wurde mit etwa 31 Metern Länge und 200 Tonnen auch das größte Boot der Werft hergestellt.
1980 zog das Unternehmen an den heutigen Standort auf dem gegenüberliegenden Ufer des Flusses Ave. Dort wurde 1987/88 mit der Karavelle Bartolomeu Dias erstmals ein historisches Schiff nachgebaut, gefolgt 1989 von der Karavelle Boa Esperança. Der Nachbau wurde zu einem weiteren Standbein der Werft, es folgten 1999 der erste von mehreren Nachbauten eines Rabelo – früher als Frachtschiffe vor allem auf dem Douro genutzt – für den Gebrauch als Ausflugsschiff, 2001 die Karavelle Vera Cruz und 2008 eine Nao des 16. Jahrhunderts, die Vila do Conde.
Kurz vor der Jahrtausendwende hatte die Werft nach eigenen Angaben über 500 Boote gebaut. Mit der geänderten Marktnachfrage hat die Werft zusätzlich mit der Produktion von Stahlschiffen und Aluminiumbooten für die Fischerei weitere Produkte in ihr Portfolio aufgenommen. Haupttätigkeit der Werft bleibt jedoch weiterhin die Reparatur und Wartung von Holzbooten und -schiffen. Jedes Jahr werden rund 50 Boote gewartet.

## Trivia
Da die Werft inzwischen einige der wenigen Werften in Portugal ist, die den Holzschiffbau nach traditionellen Verfahren durchführt, ist das dortige Handwerk Gegenstand der Forschung. Eines der dort gebauten Boote wurde dazu ausführlich dokumentiert.

## Bilder

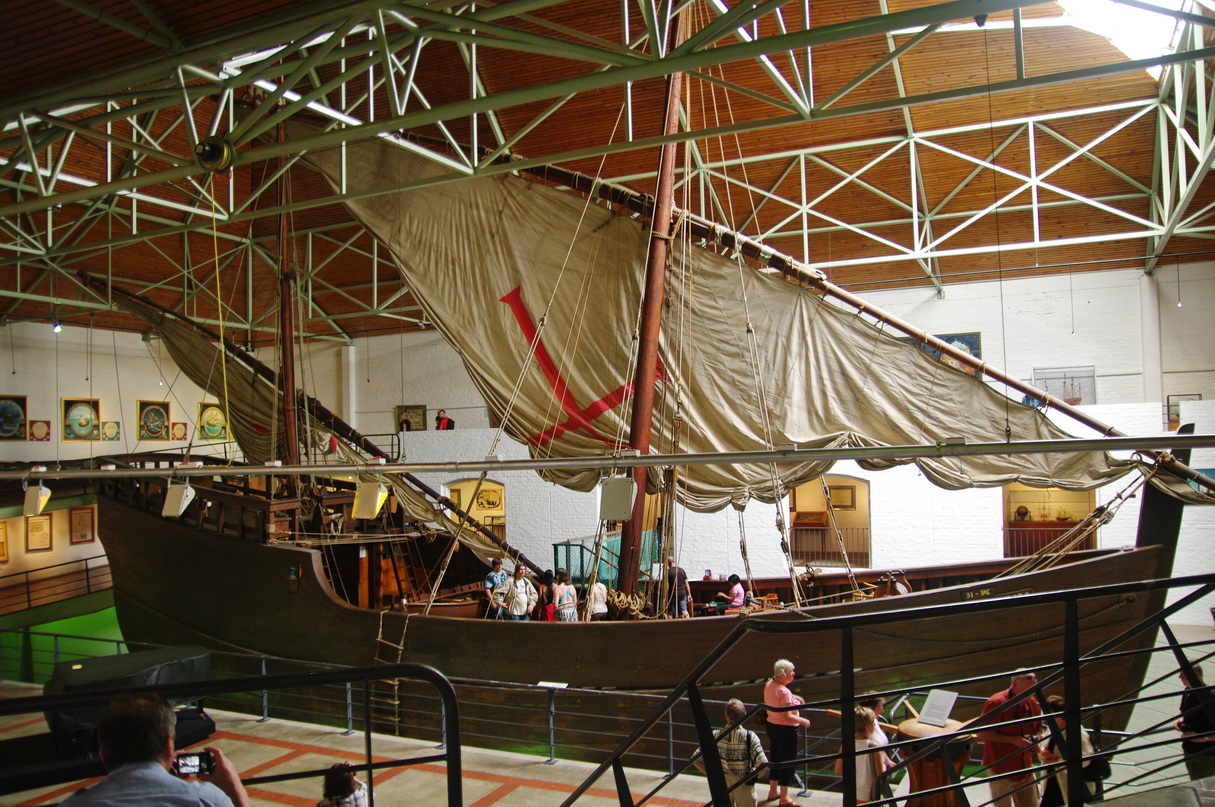
Karavelle Bartolomeu Dias
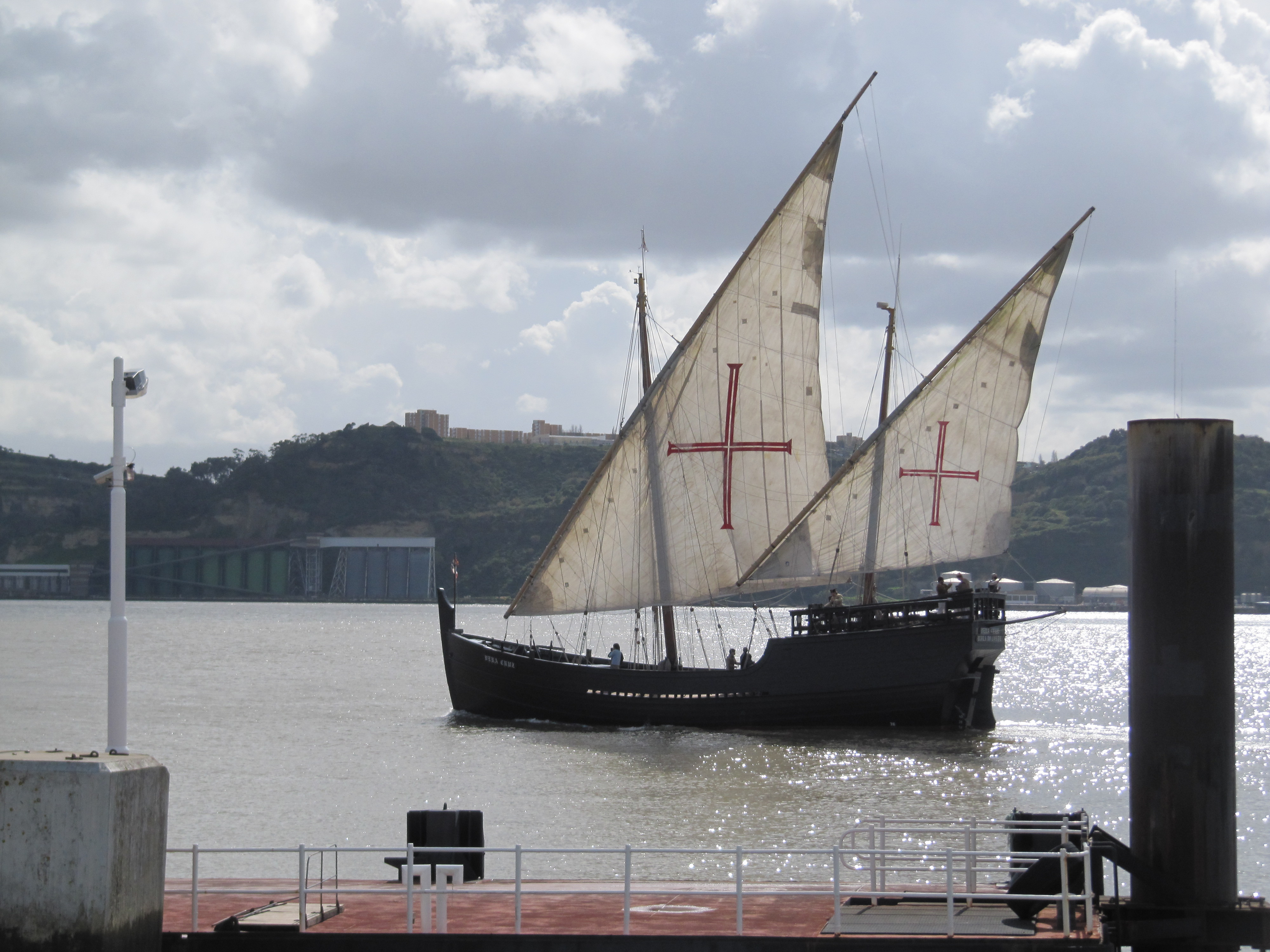
Baugleiche Karavelle Vera Cruz
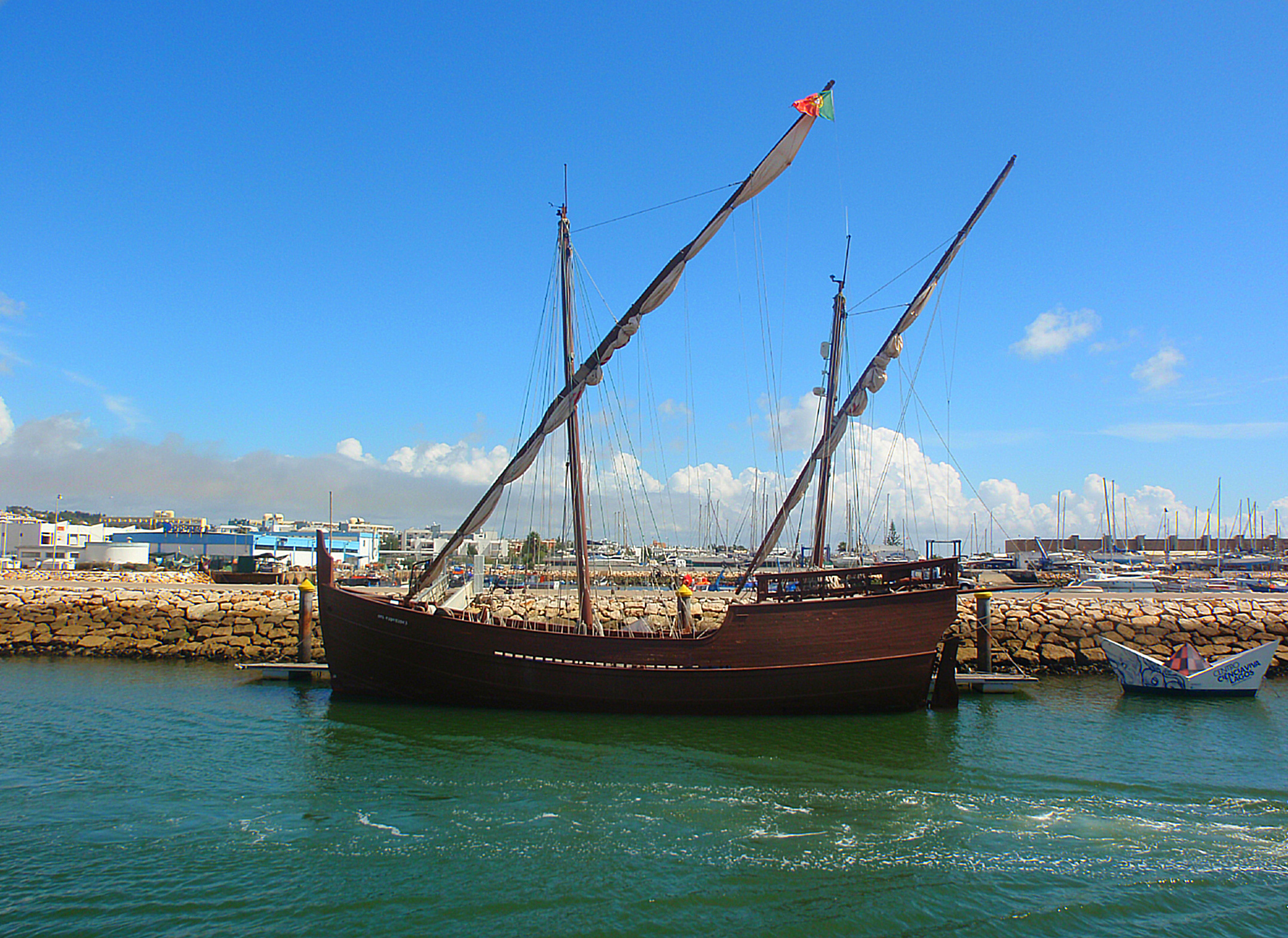
Karavelle Boa Esperança
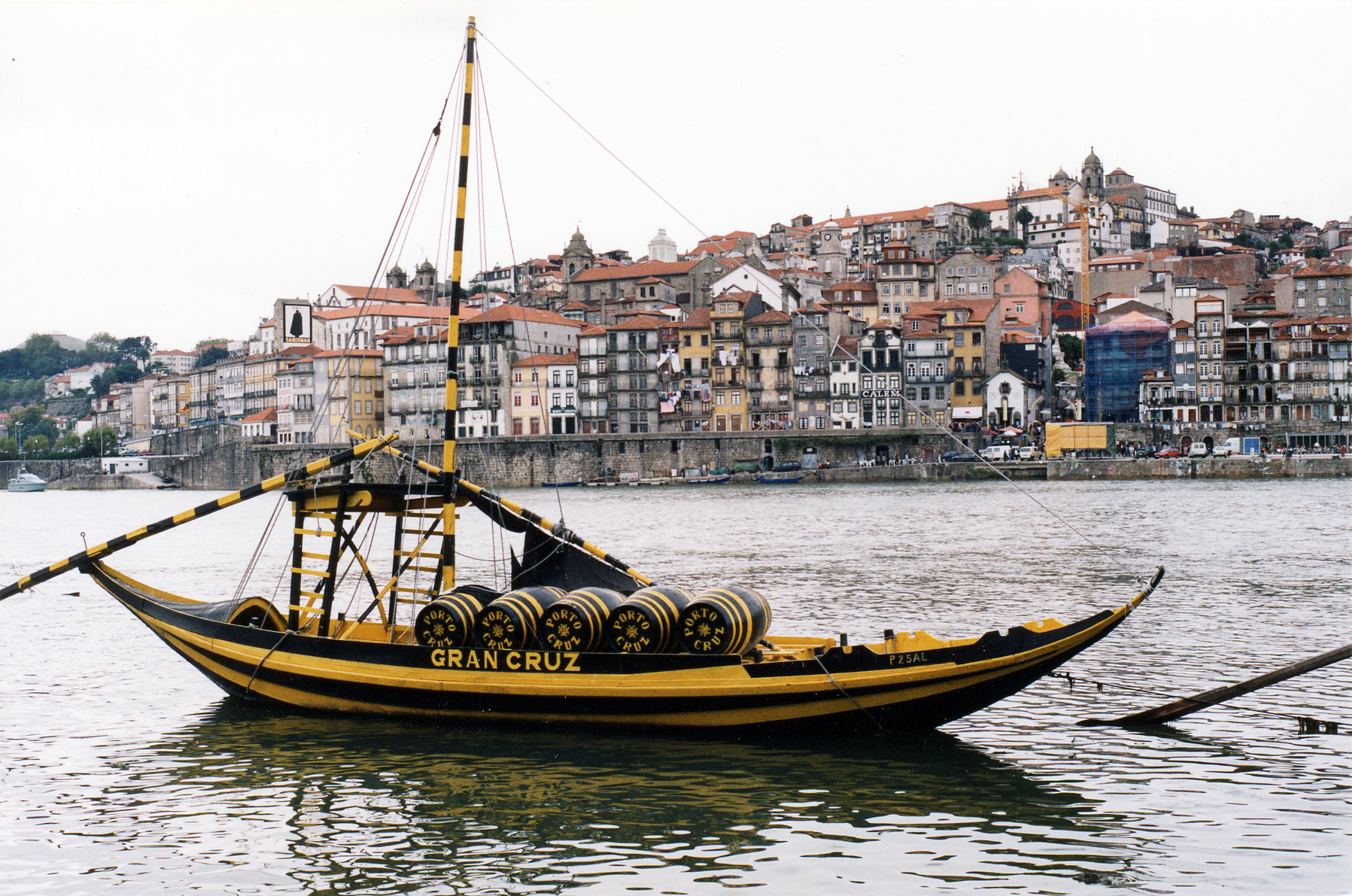
Beispiel eines klassischen Rabelo
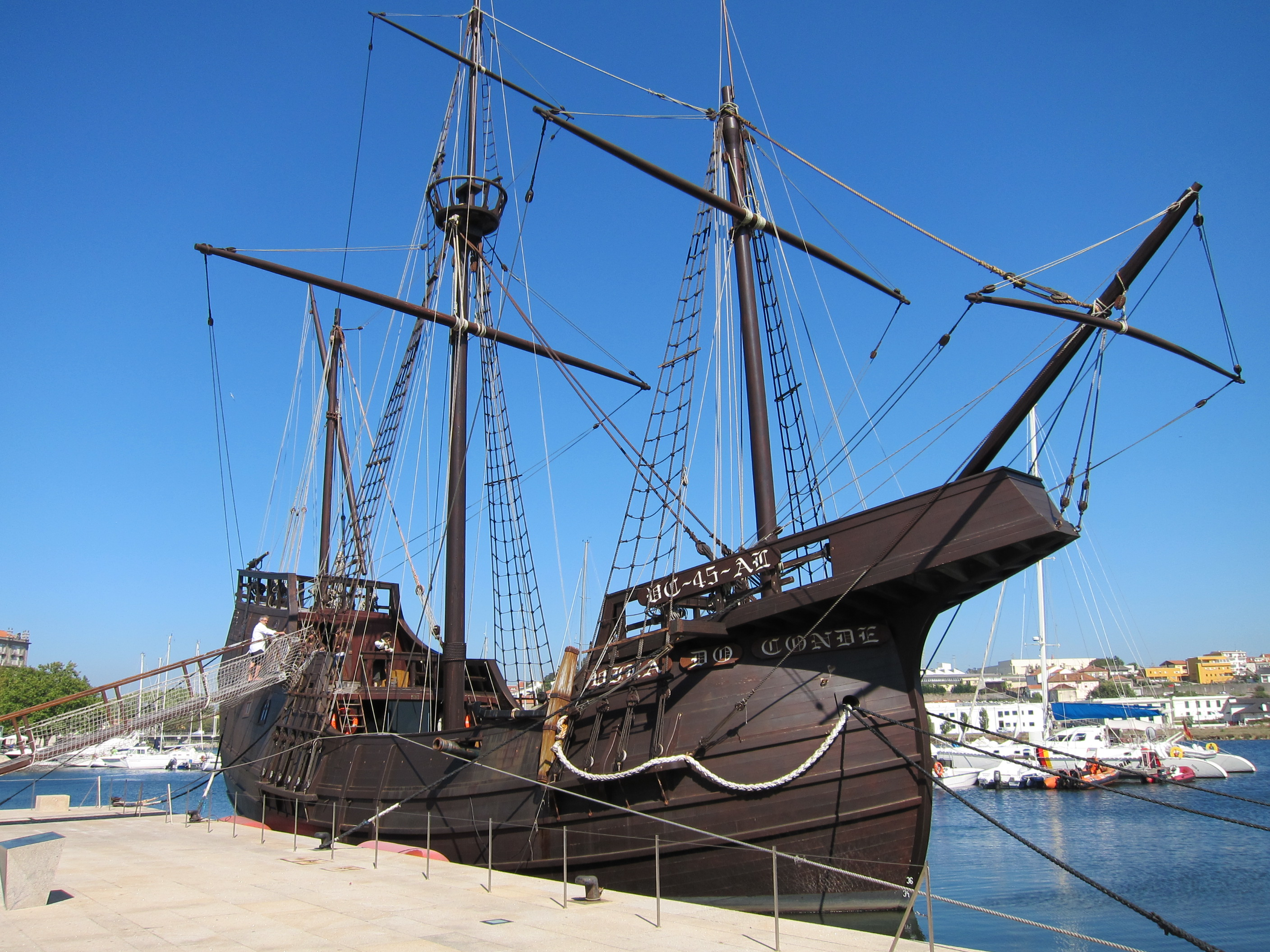
Nao Vila do Conde

## Bauliste (Auswahl)
Eine Bauliste der Werft existiert bislang nicht in der Literatur – die aufgeführten Einträge enthalten eine Auswahl der bekannten Schiffsneubauten.
| Name               | Jahr  | Schiffstyp  | Länge, Passagiere  | Auftraggeber                                       | Anmerkungen |
| ------------------ | ----- | ----------- | ------------------ | -------------------------------------------------- | --- |
| Bartolomeu Dias    | 1988  | Karavelle   | 23,80 × 6,59 Meter | Associaçao Portuguesa de Treino de Vela (APORVELA) | gebaut zur Erinnerung an den 500. Jahrestag zur Umrundung der Südspitze Afrikas Nach Reise dorthin Museumsschiff in Mossel Bay, Südafrika. |
| Boa Esperança      | 1990  | Karavelle   | 23,80 × 6,59 Meter | Associaçao Portuguesa de Treino de Vela (APORVELA) | zunächst Einsatz als Segelschulschiff für Jugendliche, seit 2001 Museumsschiff in Lagos.                                                   |
| Rota do Douro      | 1999  | Rabelo      | 24,50 × 5,34 Meter | Rota do Douro                                      | Einsatz als Ausflugsschiff von Porto auf dem Douro.                                                                                        |
| Vera Cruz          | 2000  | Karavelle   | 23,80 × 6,60 Meter | Associaçao Portuguesa de Treino de Vela (APORVELA) | Einsatz als Segelschulschiff für Jugendliche.                                                                                              |
| TurisDouro         | k. A. | Rabelo      | 30,00 × 6,30 Meter | TurisDouro                                         | Einsatz als Ausflugsschiff von Porto auf dem Douro.                                                                                        |
| Novo Rosa Clara    | 2007  | Fischerboot | 18,0 × 5,2 Meter   | k. A.                                              | Dokumentation der Konstruktionsbeschreibung eines hölzernen Fischerbootes für die Forschung.                                               |
| Vila do Conde      | 2008  | Nao         | 27,50 × 7,68 Meter | Vila do Conde Museum                               | Museumsschiff in Vila do Conde. |
| Mestre da Galileia | k. A. | Fischerboot | 10,50 × 3,45 Meter | k. A.                                              | Aluminiumkonstruktion eines Bootes für die Küstenfischerei.                                                                                |